# Malargüe megye
Malargüe egy megye Argentína nyugati részén, Mendoza tartományban. Székhelye Malargüe.

## Népesség
A megye népessége a közelmúltban a következőképpen változott:
| Év   | Lakosság |
| ---- | -------- |
| 2001 | 22 411   |
| 2010 | 27 660   |